# 梅は咲いたか 桜はまだかいな
- 江戸端唄のひとつ。『梅は咲いたか』の出だしの句。
- 「梅は咲いたか 桜はまだかいな」（うめはさいたか さくらはまだかいな）は、日本の女性レゲエシンガーソングライターMetisの1枚目のシングル。2007年1月24日発売。本記事で詳述。

## 概要
インディーズでの活動を主としていたMetisにとって、ミニアルバムの『WOMAN』で2006年9月にメジャーデビューして以来、初のメジャーレーベルで発表したシングルにあたる。
タイトルは端唄（または小唄）の曲の題『梅は咲いたか』から由来。梅をゆかりの花とする菅原道真を祖先と仰ぐMetisが、迎春の象徴といえる桜を歌詞の軸に置き、レゲエミュージックをベースとして「恋愛の後押し」をテーマに制作した。
この楽曲は、FMラジオの複数の局で2007年1月度のパワープレイを獲得。オリコンシングルチャートにおいては初登場58位であったが、歌詞の「桜は咲くのさ」というフレーズが起因し、いわゆる「合格ソング」として受験生を中心に口コミで広まり、最高位28位を記録した。これを機に、湯島天神などで合格祈願ライブを行うなどの連動プロモーションを行った。

## 収録曲
1. 梅は咲いたか 桜はまだかいな
2. 青い涙
3. Stand By Me
4. 梅は咲いたか 桜はまだかいな (Instrumental)
5. 青い涙 (Instrumental)

### 制作
- 音楽プロデュース　Koma2 Kaz
- ベース　Takayoshi Matsunaga
- ギター　Takashi Masuzaki
- サックス　Tetsu Nishiuchi
- 録音　Toshiyuki Abe
- ミックス　Etsuhiro Nakamura